# Bảo tàng "Nhà của thợ đóng giày" ở Pszczew
Bảo tàng "Nhà của thợ đóng giày" ở Pszczew (tiếng Ba Lan: Muzeum „Dom Szewca” w Pszczewie) là một bảo tàng tọa lạc tại số 19 Quảng trường chợ, làng Pszczew, Międzyrzecki, tỉnh Lubuskie, Ba Lan. Bảo tàng hoạt động trong Trung tâm Văn hóa Thành phố về Nuôi ong.

## Lược sử hình thành
Bảo tàng "Nhà của thợ đóng giày" ở Pszczew mở cửa đón công chúng từ tháng 9 năm 1984. Bảo tàng nằm trong một ngôi nhà bằng gỗ được xây dựng vào giữa thế kỷ 18, mái của căn nhà được lợp bằng ván lợp. Bên trong Bảo tàng, nội thất cũ của căn nhà được tái thiết, bao gồm "căn phòng đen", vốn là một xưởng đóng giày và một cửa hàng hoạt động vào đầu thế kỷ 20 thuộc sở hữu của Feliks Paździorek. Ngoài ra, khi đến thăm Bảo tàng "Nhà của thợ đóng giày" ở Pszczew, khách tham quan có thể xem các triển lãm liên quan đến lịch sử và khảo cổ của Pszczew và vùng phụ cận.

## Giờ mở cửa
Bảo tàng "Nhà của thợ đóng giày" ở Pszczew mở cửa hàng ngày trong tháng Bảy và tháng Tám, và chỉ mở cửa trong các ngày làm việc vào các tháng còn lại. Đối với những thời gian khác, Bảo tàng đón du khách theo sự sắp xếp trước. Khách tham quan phải trả phí vào cửa.